# Творчі спілки
Творча спілка — це добровільне об'єднання професійних творчих працівників відповідного фахового напряму в галузі культури та мистецтва, яке має фіксоване членство і діє на підставі статуту.

## Надання статусу творчої спілки
Статус творчої спілки надається за умов: 
- спілка є добровільним об'єднанням професійних творчих працівників відповідного фахового напряму культури та мистецтва;
- її члени – творчі працівники мають у своєму доробку завершені та оприлюднені твори (або їх інтерпретацію) культури та мистецтва;
- статут спілки передбачає її діяльність за принципами і основними напрямами, встановленими статтею 3 Закону України «Про професійних творчих працівників та творчі спілки».[2]

## Напрямки діяльності
Основними напрямами діяльності творчої спілки є:
- творча діяльність у галузі культури і мистецтва;
- розвиток національної культури та мистецтва, розробка і втілення в життя культурно-мистецьких заходів, організація творчих конкурсів, виставок, авторських вечорів, прем'єр, фестивалів тощо;
- створення умов для творчої праці, підвищення професійного, наукового та загальнокультурного рівня членів творчої спілки, виховання творчої молоді, оволодіння нею досягненнями національної та загальнолюдської культури;
- пошук талантів серед молоді та сприяння їх творчому розвитку;
- видання газет, журналів, книг та іншої друкованої продукції, створення кіно та відеофільмів, аудіовізуальної продукції з метою популяризації досягнень української та світової культури і мистецтва, творчого доробку членів спілок;
- турбота про правовий, соціальний та професійний захист членів творчої спілки;
- сприяння відродженню, розвиткові та популяризації народної творчості, творчому використанню народних традицій у розвиткові культури та мистецтва, збереженню та збагаченню історико-культурної спадщини та довкілля, проведенню масових культурно-просвітницьких заходів, а також утвердженню демократичних, загальнолюдських цінностей;
- постійна співпраця з педагогічними та науково-педагогічними колективами навчальних закладів;
- подання допомоги в навчально-виховній роботі педагогічним колективам у патріотичному, культурному та інтелектуальному розвитку дітей та молоді, у морально-етичному та естетичному вихованні;
- сприяння обміну культурними цінностями, співробітництво між діячами культури і мистецтва різних країн, національними і міжнародними організаціями культури та мистецтв;
- виховання поваги до історико-культурних цінностей, традицій українського та інших народів.